# شركة سنتن
شركة سنتن (بالإنجليزية: Centene Corporation) هي شركة كبيرة مدرجة في البورصة ومؤسسة رعاية مدارة متعددة الخطوط تعمل كوسيط رئيسي لكل من برامج الرعاية الصحية التي ترعاها الحكومة والمؤمن عليها. وهي شركة تأمين للرعاية الصحية تركز على الرعاية المدارة للأفراد غير المؤمن عليهم، و الذين هم تحت المؤمن عليهم، وذوي الدخل المنخفض. سنتن هي ثاني أكبر شركة مساهمة عامة مقرها في ولاية ميسوري. احتلت المرتبة رقم 24 في قائمة فورتشين 500 لعام 2021 لأكبر الشركات الأمريكية من حيث إجمالي الإيرادات.

## روابط خارجية
- الموقع الرسمي
- - بيانات النشاط التجاري لـ شركة سنتن: